# Акінджіде Ідову
Акінджіде Ідову (англ. Akinjide Idowu, нар. 9 вересня 1996) — нігерійський футболіст, опорний півзахисник литовської «Атлантас».

## Клубна кар'єра
Розпочинав на дорослому рівні грати за американську команду «Портленд Тімберз 2» в USL, де зіграв лише 1 матч. Згодом перейшов у молдавську «Сперанцу» (Ніспорени), за яку зіграв 9 поєдинків. 
У вересні 2018 року перебрався в Литву, де став виступати за місцеву «Палангу» і кілька разів отримував нагороду найкращому гравцеві матчу.

## Збірна
Є чемпіоном світу в складі збірної Нігерії U-17, яка виграла у фіналі турніру 2013 року у мексиканців з рахунком 3:0. Ідову був основним гравцем своєї команди на тому турнірі, відігравши 6 матчів.
Згодом зі збірною до 20 років був учасником молодіжного чемпіонату світу 2015 року у Новій Зеландії, де зіграв у трьох іграх, а збірна вилетіла на стадії 1/8 фіналу.

## Титули і досягнення
- Чемпіон світу (U-17): 2013